# ベルンハルト・ヴァルデンフェルス
ベルンハルト・ヴァルデンフェルス（Bernhard Waldenfels, 1934年5月17日 - ）は、ドイツの哲学者。専門は現象学。

## 略歴
1934年、エッセンに生まれた。ボン、インスブルック、ミュンヘン、パリで哲学、心理学、古典文献学、歴史学を専攻し、1959年 ミュンヘン大学で哲学の学位を取得、1969年に同大学で哲学の教授資格を取得した。
1967年から1999年まで、ボーフム大学哲学部の教授を務めた。その間に、デブレッツェン、香港、ルーヴァン、ニューヨーク、プラハ、ロッテルダム、サンホセ、ウィーンで客員教授を歴任。日本へは3度来日し、各地で講演を行っている。ドイツ現象学会の創設者の一人であり、1994年から1996年まで会長職を務めた。

## 思想
ヴァルデンフェルスの哲学的出発点は、フッサール現象学である。教授資格請求論文である『対話の中間領域－E・フッサールに依拠した社会哲学』（Das Zwischenreich des Dialogs. Sozialphilosophische Untersuchungen in Anschluß an E. Husserl, 1971, 邦訳未出版）は、もっぱらフッサール現象学を手がかりにしている。その後、メルロ＝ポンティの『行動の構造』、『見える者と見えないもの』を翻訳し、また『身体的な理性－メルロ＝ポンティの思考と諸痕跡』（Leibhaftige Vernunft: Spuren von Merleau-Pontys Denken, 1986, 邦訳未出版）を編集し、ドイツにおけるメルロ＝ポンティ哲学の紹介で積極的な役割を担っている。80年代までのフランス現象学の全体像を概観する『フランスの現象学』(Phänomenologie in Frankreich, 1983) で分かるとおり、ヴァルデンフェルスほどドイツ現象学とフランス現象学に通暁する論者は稀である。

### 異他なるもの (das Fremde)
『応答の目録』(Antwortregister, 1994) では、もはや対話において自己と他者という対照的な関係は見いだせず、問題は自己と異他なるものとの非対称的な関係に移し変えられる。異他なるものは、問うことにおいて、既存の境界づけを乗り越える術がないにもかかわらず、境界を越えて歩み出ようとする「過重な要請」(Überanspruch) を自己に対して突きつける。応答するとは異他なるものを自己に我私化することなく異他なるものに応じる態度である。このような非対称的な関係において、単なるコミュニケーション的な「合意」に回収されることがないような合理性をいかに見いだすことができるか、ということがヴァルデンフェルスの中心的問題である。

## 著作

### 原著
- Das sokratische Fragen, Meisenheim: A. Hain 1961
- Das Zwischenreich des Dialogs. Sozialphilosophische Untersuchungen in Anschluß an E. Husserl, Den Haag: M. Nijhoff 1971 (japan. 1986)
- Der Spielraum des Verhaltens, F./M.: Suhrkamp 1980
- Phänomenologie in Frankreich, F./M.: Suhrkamp 1983
- In den Netzen der Lebenswelt, F./M.: Suhrkamp 1985, 1994
- Ordnung im Zwielicht, F./M.: Suhrkamp 1987
- Der Stachel des Fremden, F./M.: Suhrkamp 1990, 1998
- Einführung in die Phänomenologie, München: Fink 1992
- Antwortregister, F./M.: Suhrkamp 1994
- Deutsch-Französische Gedankengänge, F./M.: Suhrkamp 1995
- Topographie des Fremden - Studien zur Phänomenologie des Fremden 1, F./M.: Suhrkamp 1997
- Grenzen der Normalisierung - Studien zur Phänomenologie des Fremden 2, F./M.: Suhrkamp 1998
- Sinnesschwellen - Studien zur Phänomenologie des Fremden 3, F./M.: Suhrkamp 1999
- Vielstimmigkeit der Rede - Studien zur Phänomenologie des Fremden 4, F./M.: Suhrkamp 1999
- Das leibliche Selbst, hg. von R. Giuliani, F./M.: Suhrkamp 2000
- Einführung in die Phänomenologie, München: Fink 1992
- Verfremdung der Moderne, Wallstein: Göttingen; 2001
- Bruchlinien der Erfahrung, F./M.: Suhrkamp 2002
- Spiegel, Spur und Blick. Zur Genese des Bildes, Köln: Salon Verlag 2003
- Findigkeit des Körpers, Norderstedt: Books on Demand 2004
- Phänomenologie der Aufmerksamkeit, F./M.: Suhrkamp 2004
- Idiome des Denkens. Deutsch-Französische Gedankengänge II, F./M.: Suhrkamp 2005
- Grundmotive einer Phänomenologie des Fremden, F./M.: Suhrkamp 2006
- Schattenrisse der Moral, F./M.: Suhrkamp 2006
- Philosophisches Tagebuch. Aus der Werkstatt des Denkens 1980-2005, München: Fink 2008.
- Ortsverschiebungen, Zeitverschiebungen: Modi leibhaftiger Erfahrung, F./M.: Suhrkamp 2009.

### 邦訳書
- 『経験の裂け目』知泉書館、2009年
- 『講義・身体の現象学－身体という自己』知泉書館、2004年
- 『フランスの現象学』法政大学出版局、2009年
- 『行動の空間』白水社、1987年
- 『現象学とマルクス主義』白水社、1982年